# Bart Voskamp
Bertus (Bart) Voskamp (Wageningen, 6 juni 1968) is een Nederlands voormalig profwielrenner, die geruime tijd de meesterknecht was van sprinter Jeroen Blijlevens. Hij boekte etappezeges in verschillende ronden en is een sterk tijdrijder. Sinds 23 januari 2006 is hij mede-directeur van de ENECO Tour. In 2007 functioneerde hij tevens als ploegleider in de Nederlandse wedstrijden van het continentale Discovery Channel-Marco Polo team. Op 10 juli 2014 maakte hij bekend tijdens zijn TVM-periode doping te hebben gebruikt.

## Trivia
Bart Voskamp heeft een etappe gewonnen in de Ronde van Frankrijk, dit hadden er twee kunnen zijn. Op 25 juli 1997 reed hij in Dijon samen met de Duitser Jens Heppner naar de streep en versloeg hem in de eindsprint. Het juryoordeel was dat er onreglementair was gesprint en beiden werden gedeclasseerd. De etappewinst ging naar de Italiaan Mario Traversoni.

## Belangrijkste overwinningen
1994
- 17e etappe Ronde van Spanje

1996
- 18e etappe Ronde van Frankrijk

1997
- 8e etappe Ronde van Spanje

1999
- Nationaal kampioenschap Nederland individuele tijdrit, Elite

2001
- Nationaal kampioenschap Nederland individuele tijdrit, Elite

2002
- Eindklassement Ronde van België
- 4e etappe Ronde van Luxemburg
- Eindklassement Ster Elektrotoer

2003
- GP Pino Cerami

## Resultaten in voornaamste wedstrijden
| Jaar | Ronde van Italië | Ronde van Frankrijk | Ronde van Spanje |
| ---- | ---------------- | ------------------- | ---------------- |
| 1993 |                  |                     | 92e              |
| 1994 |                  | opgave              | 37e (1)          |
| 1995 | 99e              | 113e                |                  |
| 1996 |                  | 99e (1)             | opgave           |
| 1997 |                  | 98e                 | 96e (1)          |
| 1998 |                  | opgave              | opgave           |
| 1999 |                  |                     |                  |
| 2000 | 123e             | 115e                |                  |
| 2001 |                  |                     |                  |
| 2002 |                  |                     |                  |
| 2003 |                  |                     |                  |
| 2004 |                  |                     |                  |

| Jaar | Milaan-San Remo | Gent-Wevelgem | Ronde van Vlaanderen | Parijs-Roubaix | Amstel Gold Race | Luik-Bast.‑Luik | Ronde van Lombardije | Waalse Pijl |  | WK op de weg |
| ---- | --------------- | ------------- | -------------------- | -------------- | ---------------- | --------------- | -------------------- | ----------- |  | ------------ |
| 1993 |                 |               |                      |                | 58e              | 86e             |                      |             |  |              |
| 1994 |                 |               |                      |                |                  |                 | 25e                  | opgave      |  |              |
| 1995 | 104e            |               |                      |                |                  |                 | 26e                  |             |  |              |
| 1996 |                 |               |                      |                | 76e              |                 |                      | 93e         |  |              |
| 1997 |                 |               |                      |                | 79e              |                 |                      |             |  | 32e          |
| 1998 |                 |               |                      |                | 34e              | 97e             |                      | 60e         |  | opgave       |
| 1999 |                 |               |                      |                | 22e              | 38e             |                      |             |  | opgave       |
| 2000 | 158e            | 35e           | opgave               |                | 44e              | opgave          |                      |             |  |              |
| 2001 |                 |               | 21e                  |                |                  |                 |                      |             |  | opgave       |
| 2002 |                 | 72e           |                      |                | 44e              |                 |                      |             |  | 48e          |
| 2003 |                 |               | 69e                  |                | opgave           |                 |                      |             |  |              |
| 2004 |                 |               | 86e                  | 63e            |                  | opgave          |                      |             |  |              |